# 7061 Pieri
7061 Pieri este un asteroid din centura principală de asteroizi.

## Descriere
7061 Pieri este un asteroid din centura principală de asteroizi. A fost descoperit pe 15 august 1991 la Observatorul Palomar de Eleanor Francis Helin. Asteroidul prezintă o orbită caracterizată de o semiaxă mare de 3,13 ua, o excentricitate de 0,25 și o înclinație de 19,0° în raport cu ecliptica.